# Liste des évêques et archevêques de Newark
Cette page présente la liste des évêques et archevêques de Newark
Le diocèse de Newark dans le New Jersey est érigé le 29 juillet 1853, par détachement de l'archidiocèse de New York et du diocèse de Philadelphie. 
Il est élevé en archidiocèse de Newark (Archidioecesis Novarcensis) le 10 décembre 1937.

## Évêques de Newark
- 29 juillet 1853 - 30 juillet 1872 : James Bayley (James Roosevelt Bayley)
- 14 février 1873 - 1er octobre 1880 : Michaël Corrigan (Michaël Augustine Corrigan)
- 11 juillet 1881 - 5 janvier 1901 : Winand Wigger (Winand Michaël Wigger)
- 24 mai 1901 - 20 mai 1927 : John O’Connor (John Joseph O’Connor)
- 2 mars 1928 - 10 décembre 1937 : Thomas Walsh (Thomas Joseph Walsh)

## Archevêques de Newark
- 10 décembre 1937 - 6 juin 1952 : Thomas Walsh (Thomas Joseph Walsh), promu archevêque.
- 15 novembre 1952 - 2 avril 1974 : Thomas Boland (Thomas Aloysius Boland)
- 2 avril 1974 - 3 juin 1986 : Peter Gerety (Peter Leo Gerety)
- 30 mai 1986 - 21 novembre 2000 : Theodore McCarrick (Theodore Edgar McCarrick)
- 24 juillet 2001 - 7 novembre 2016[1] : John Myers (John Joseph Myers) 
  - 24 septembre 2013 - 24 mars 2016 : Bernard Hebda (Bernard Anthony Hebda) archevêque coajuteur (nommé archevêque de Saint Paul et Minneapolis)
- depuis le 7 novembre 2016 : Joseph Tobin[1]